# Groß Rosenburg
Groß Rosenburg este o comună din landul Saxonia-Anhalt, Germania.